# Slaget vid Aron
Slaget vid Aron ägde rum den 28 juli 1808 vid byn Aronkylä i Södra Österbotten under det Finska kriget. Slaget slutade med en svensk seger.